# Ancistrachne numaeensis
Ancistrachne numaeensis är en gräsart som först beskrevs av Benedict Balansa, och fick sitt nu gällande namn av Stanley Thatcher Blake. Ancistrachne numaeensis ingår i släktet Ancistrachne och familjen gräs. IUCN kategoriserar arten globalt som starkt hotad.
Artens utbredningsområde är Nya Kaledonien. Inga underarter finns listade i Catalogue of Life.